# Jaminowo
Jaminowo (ros. Яминово) – wieś w Rosji, w rejonie wołogodzkim obwodu wołogodzkiego. W 2010 r. liczyła 11 mieszkańców.